# مانگا بوریکو
مانگا بوریکو (انگلیسی: Manga Burikko) مجله مانگا لولیکون هنتای بود که توسط بیاکویا شوبو در توکیو از سال ۱۹۸۲ تا ۱۹۸۵ در ژاپن منتشر شد.